# Parita (schip, 1881)
De Parita was een in 1881 gebouwd stalen stoomschip. In 1939 deed het onder de vlag van Panama dienst in de Aliyah Bet, de illegale immigratie van Joden naar het Mandaatgebied Palestina.

## Geschiedenis

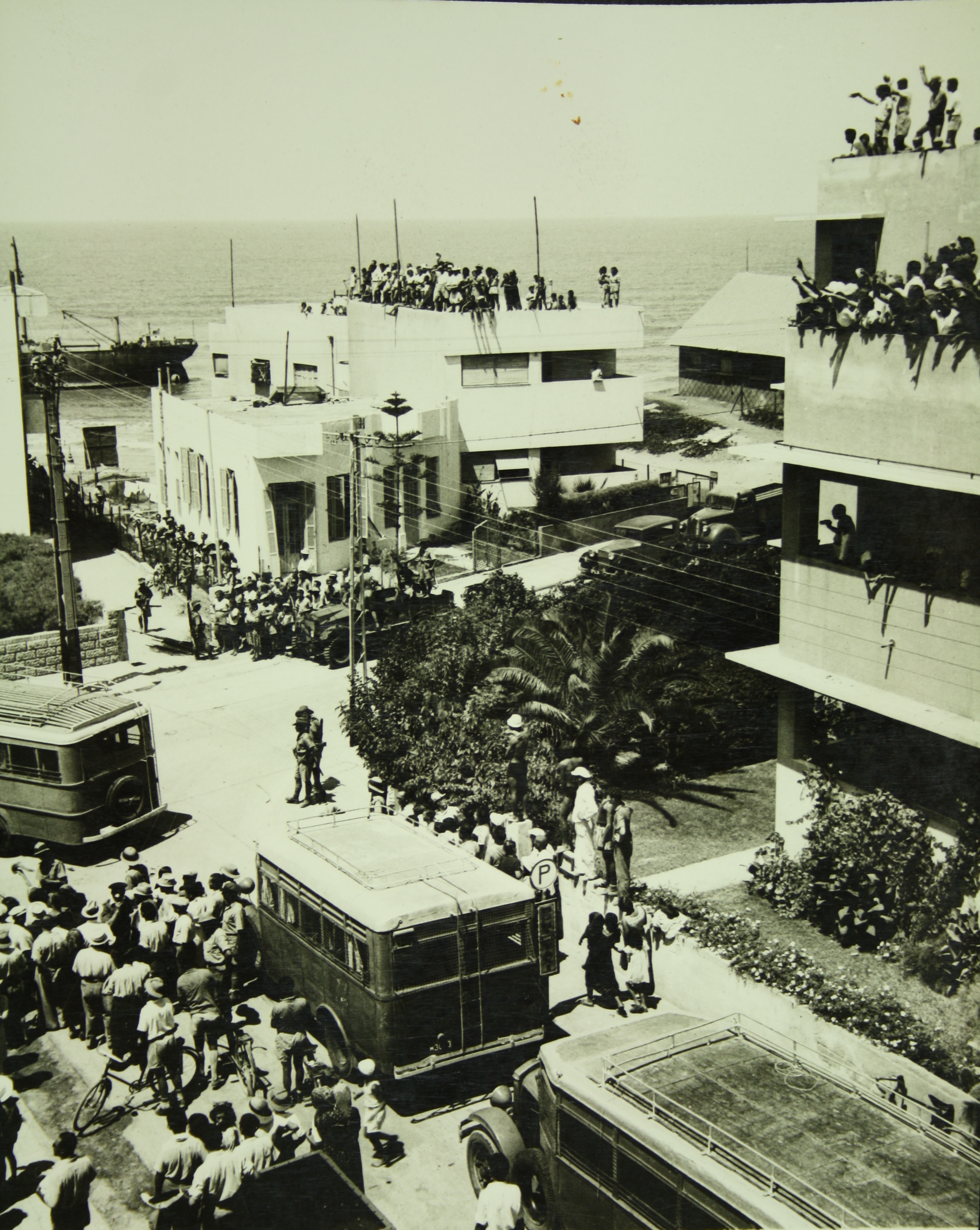
Toeschouwers van de ontscheping van de Parita

De reis naar Palestina was georganiseerd door de revisionistisch zionistische organisatie HaTzohar, in samenwerking met het Centrum voor Aliyah in Parijs. Op 13 juli 1939 vertrok het uit Constanța te Roemenië met 724 Joodse vluchtelingen aan boord. Het grootste deel bestond uit leden van de Betar uit Duitsland, Oostenrijk, Polen en Roemenië.
De reisduur was gepland op een week, maar door slecht weer en een misgelopen bevoorrading in Cyprus strandde het schip zonder brandstof, water en voedsel op 9 augustus in İzmir te Turkije. De Turkse autoriteiten wilden het schip vasthouden, wegens de slechte omstandigheden aan boord. De Betarieten gaven de kapitein echter bevel om de reis naar Palestina te vervolgen. Voor de kust van Tel Aviv verliet de bemanning op 23 augustus het schip en lieten de Betarieten het op het strand vastlopen.
Na de ontscheping verzamelden zich honderden Joden op het strand en gaven de opvarenden voedsel en kleding. De meeste vluchtelingen werden door Britse soldaten gearresteerd en naar een interneringskamp in de Libanese havenstad Sarepta gedeporteerd. Onderweg werden zij in de straten van Tel Aviv toegejuicht door duizenden inwoners.